# Caecilia caribea
Caecilia caribea és una espècie d'amfibis de la família Caeciliidae. És endèmica de Colòmbia. Els seus hàbitats naturals inclouen boscos tropicals o subtropicals humits i a baixa altitud, montans humits tropicals o subtropicals, plantacions, jardins rurals i zones prèviament boscoses ara molt degradades.